# Ligne d'Helsinki à Tampere
La ligne d'Helsinki à Tampere est une ligne de chemin de fer du réseau de chemin de fer finlandais, qui relie Helsinki à Tampere. Elle forme avec la ligne de Tampere à Seinäjoki et la ligne de Seinäjoki à Oulu, la relation ferroviaire principale en Finlande (en finnois : Suomen päärata.  

## Histoire
Les étapes importantes de mise en service des tronçons sont:
- 1862: Helsinki–Hämeenlinna
- 1876: Hämeenlinna–Tampere